# Ludwig Dittmar
Ludwig Dittmar (* 13. Juni 1889 in Bayreuth; † 20. Dezember 1962 in Grünwald) war ein deutscher Verwaltungsjurist und NSDAP-Politiker.

## Leben
Nach dem Abitur leistete Ludwig Dittmar zunächst seinen Militärdienst als Einjährig-Freiwilliger beim 3. Feldartillerie-Regiment und absolvierte anschließend  ein Studium der Rechts- und Staatswissenschaften, das er 1913 mit der ersten juristischen Staatsprüfung abschloss. Nach dem dreijährigen Vorbereitungsdienst (Referendariat) folgte 1916 das Große juristische Staatsexamen. Von Mai 1917 bis Januar 1918, als er auf Anforderung der Regierung von Oberbayern aus dem Heeresdienst entlassen wurde, war er beim 4. Feldartillerie-Regiment im Kriegseinsatz. Im August 1919 promovierte Dittmar in Würzburg mit der Dissertation „Die nichtbudgetmässigen Fonds des bayerischen Staatshaushaltes“ zum Dr. jur. 1921 trat er der NSDAP bei. 1924 war er Mitglied des Völkischen Rechtsblocks.
Er kam als Akzessist zur Regierung von Schwaben, wurde Assessor beim Bezirksamt Hof, wo er 1921 als Bezirksamtsvorstand im Rang eines Bezirksamtmanns die Leitung der Verwaltung übernahm. Von 1930 an war er in gleicher Funktion in Dinkelsbühl tätig. 1933 wechselte er in die Staatsverwaltung und wurde Regierungsrat bei der Regierung von Oberbayern. 1935 zum Oberregierungsrat befördert, wurde er zur Geschäftsaushilfe im Staatsministerium des Innern einberufen und dort als Referatsleiter und Abteilungsleiter eingesetzt. Am 1. März 1937 zum Ministerialrat ernannt, wurde er im Jahr darauf mit der Wahrnehmung der Geschäfte des Regierungsdirektors bei der Regierung von Oberbayern beauftragt. Am 1. Januar 1939 wurde Dittmar zum Regierungsvizepräsidenten der Regierung von Oberbayern ernannt.
Im Februar 1943 folgte die Abordnung zur Bayerischen Staatskanzlei, mit deren Leitung er beauftragt wurde. Hintergrund war, dass Ministerpräsident Paul Giesler nach dem Ausscheiden von Adolf Wagner dessen Funktion als Gauleiter übernehmen musste und daher eine Arbeitsteilung erforderlich wurde. Nach dem Tod des Ministerpräsidenten Ludwig Siebert musste Giesler dessen Funktionen – auch als Finanz- sowie Wirtschaftsminister – übernehmen. So wurde Dittmar im Februar 1944 mit der Führung der Staatskanzlei beauftragt. Zum Jahresende wurde er zum Ministerialdirektor im Staatsministerium des Innern ernannt, wobei die Abordnung zur Staatskanzlei weiterhin Bestand hatte. Im Februar 1945 erkrankte Dittmar und führte im März 1945 in Bad Tölz eine Kurmaßnahme durch. Ministerpräsident Fritz Schäffer suspendierte ihn im Mai 1945 von seinem Amt.
Zum 1. Mai 1933 trat Dittmar erneut der NSDAP bei (Mitgliedsnummer 2.716.508) und war dort von Januar 1937 bis 1945 Gaustellenleiter im Amt für Beamte des Gaues München-Oberbayern. Im Dezember 1937 wurde er ehrenamtlicher Mitarbeiter des SD. Am 15. März 1941 trat er in die SS (SS-Nummer 395.176) ein, wo er zuletzt im Rang eines SS-Standartenführers stand. 
1943 wurde Dittmar durch das Reichssicherheitshauptamt wie folgt beurteilt: „In seiner politisch-weltanschaulichen Haltung ist Dr. D. ein vorbildlicher und überzeugter Nationalsozialist.“